# Cemus hipponax
Cemus hipponax är en insektsart som beskrevs av Ronald Gordon Fennah 1969. Cemus hipponax ingår i släktet Cemus och familjen sporrstritar. Inga underarter finns listade i Catalogue of Life.